# Le Cimetière des autobus
Le Cimetière des autobus est le 3e tome de la série de bande dessinée Lou !, écrite et dessinée par Julien Neel. Il est d'abord prépublié dans le magazine Tchô ! puis sort en format album le 14 juin 2006.

## Synopsis
C'est la rentrée au collège. Richard et la mère de Lou sont en couple et décident de vivre ensemble, et le livre de cette dernière sort. Lou va au collège mais elle et Mina s'aperçoivent qu'elles ne sont pas dans la même classe. Lou entre dans sa classe et s'assoit à côté d'une fille gothique : Marie-Émilie. Celle-ci ne fait que parler de ses problèmes à Lou et Lou, qui en a assez, décide de faire une fugue. Elle se cache près de vieilles carcasses de voitures, car l'immeuble de Tristan a été détruit et un « cimetière d'autobus » a été construit en face. Lou fait une crise d'adolescence. Finalement, la mère de Marie-Émilie décide d'organiser des vacances pour les 4 nouvelles copines : Lou, Mina, Marie-Émile et Karine.

## Personnages
Ce tome suit les péripéties des personnages déjà présents depuis le début de la série :
- Lou a désormais 13 ans. Elle est en pleine crise d'adolescence et traverse un épisode dépressif[1].
- Maman délaisse Lou, obnubilée par son histoire d'amour avec Richard[2] et euphorique à la suite de la publication de son premier roman[3].
- Mina également délaisse Lou, alors qu'elles ne sont plus dans la même classe[4]. Les deux amies se brouillent avant de se réconcilier.
- Le chat continue de dormir[2] mais se met étonnamment à parler[1] lors d'un épisode fiévreux de Lou.
- Richard emménage avec Lou et sa maman[1], après avoir cassé le mur entre leurs appartements.

Il introduit également des personnages qui seront récurrents dans la suite de la série, en particulier deux nouvelles amies de Lou :
- Marie-Émilie est une jeune fille gothique et rebelle, très bavarde, issue d'une famille bourgeoise[4], qui déteste son prénom. Elle rencontre Lou à la rentrée des classes après que celle-ci ait été séparée de Mina[1].
- Karine est une jeune fille qui porte des survêtements et aime regarder des clips. Elle rencontre Mina à la rentrée des classes après que celle-ci ait été séparée de Lou. Initialement hostile à Lou, elle devient son amie à la fin du tome.

## Analyse

### Thèmes
Le cimetière des autobus est centré autour de l'entrée dans l'adolescence de Lou. Elle traverse des changements physique avec l'arrivée de la puberté. Les changements sont aussi relationnels : sa mère se met en couple, sa meilleure amie et dans une autre classe, Lou ne sait plus bien de qui elle est amoureuse. Enfin cela s'accompagne d'une crise d'adolescence et de changements dans son humeur : Lou éprouve de la solitude et traverse une dépression,. Julien Neel fait plusieurs référence à la psychologie, citant Françoise Dolto et emmenant Lou voir une psychologue. Il s'inspire également de sa vie, ayant lui-même suivi une psychanalyse à l'âge de 14 ans.

### Narration
À l'instar des premiers tomes, Le cimetière des autobus se présente comme un ensemble de petites histoires courtes ancrées dans le quotidien de Lou, contraintes notamment par la prépublication partielle dans Tchô !. Il y a donc un découpage dans lequel certaines planches sont très chargées, en contraste avec d'autres en pleine page ou silencieuses.
Lou grandit et mûrit, et le ton de la série également. À l'humour et aux gags présents dès le premier tome s'ajoutent de la finesse et de la subtilité, de la tendresse et de la poésie, de l'émotion et de la sensibilité, ce pour quoi Lou ! est comparé à Mamette (qu'on voit d'ailleurs apparaître dans le livre), et opposée à Titeuf, autres publications de Glénat. 
Lou, désormais adolescente, traverse un âge de bouleversements internes qui est symboliquement représenté dans les décors, les relations, les situations : l'immeuble de Tristan est détruit, tout comme le mur entre les appartements de Lou et Richard, ainsi que (temporairement) l'amitié entre Lou et Mina, qui se tournent vers de nouveaux personnages. Julien Neel exprime vis à vis de ces choix un volonté de casser les codes (ceux de la bande dessinée rose pour fille, ou de la bande dessinée pour enfants dans lesquelles le héros ne change pas) et de faire évoluer sa série. Lou va également retrouver sa robe de princesse d'enfance, ainsi que les bottes de biker de son père, symbolisant le sentiment nostalgique d'abandon de l'enfance. Enfin, elle trouve refuge dans un cimetière d'autobus, symbole important qui donne son nom à l'album. Il est d'inspiration autobiographique : Julien Neel passait du temps dans une décharge d'autobus à Argenteuil à l'époque de sa propre adolescence.

### Graphisme
Dans Lou !, Julien Neel fait de la fragilité de son trait, qu'il camoufle en le coloriant, un style personnel et reconnaissable,, favorisant la lisibilité. Les couleurs, dans les tons rose guimauve,, évoluent vers des teintes plus grisées, en accord avec l'état d'esprit de Lou qui broie du noir.
Cet album est dessiné numériquement sur Photoshop à l'exception de quelques pages de flashbacks dessinées à la plume et en lavis à l'encre de Chine.

## Publications
- Julien Neel, Lou !, t. 3 : Le cimetière des autobus, Glénat, coll. « Tchô ! », 14 juin 2006 (réimpr. 2006, 2008, 2009, 2010, 2011, 2012, 2013, 2014, 2015, 2016, 2017, 2019, 2021, 2023), 48 p., 21,5 × 29,3 cm (ISBN 2-7234-5252-2).

L'album dispose de 18 éditions par Glénat. Il fait également partie d'un coffret qui regroupe les tomes 3 et 4 paru en 2013, ainsi que de l'intégrale de la saison 1 parue en 2022.
Il a été traduit en 15 langues, notamment en anglais (sous le titre Down in the dumps), en allemand (Der Busfriedhof), en croate (Groblje autobusa), en finnois (Kasvukipuja), en néerlandais (Het autobuskerkhof), en norvégien (Busskirkegården), en polonais (Cmentarzysko autobusów) en suédois (Busskyrkogården). On observe de légères variations sur la couverture, en particulier sur la teinte de rose du titre.

## Réception
Ce tome est un succès critique, à la hauteur des deux premiers tomes. Sur Babelio et BD Gest', il obtient des notes presque identiques, soit 4,27/5 sur la base de 3895 votes pour le premier et 4,2/5 sur la base de 92 votes sur le second. 
Les chroniques suivent la même tendance : selon Le Devoir, « la magie opère une fois de plus », et Le Matin qualifie la série de « véritable bijou ». Elle remarquent le tournant de la série vers un aspect moins humoristique, moins enfantin, mais plus sentimental, et à ce titre évoquent une attente quant aux prochains tomes : c'est pour ActuaBD une série qui a du potentiel, tandis que pour Le Devoir, « la suite [...] se fait déjà attendre ». Elles saluent aussi le découpage, bien que certaines pages soient difficilement lisibles car trop chargées.
C'est également un succès commercial, le livre se plaçant à la troisième position du classement des meilleures ventes de Livres Hebdo dans la semaine suivant sa sortie.

## Distinction
- Sélection officielle au Festival d'Angoulême 2007.

#### Chroniques
- Nicolas Anspach, « Lou ! - T3 : « Le Cimetière des Autobus » - Par Julien Neel - Glénat (Tchô). », sur ActuaBD, 6 juillet 2006 (consulté le 6 janvier 2025)
- L. Cirade, « Lou ! 3. Le cimetière des autobus », sur BD Gest', 22 juin 2006 (consulté le 6 janvier 2025)
- Fabien Deglise, « La crise », Le Devoir,‎ 2 septembre 2006
- Michel Pralong, « Soyons fous de Lou! », Le Matin,‎ 27 juillet 2006, p. 48